# Джон Р. Годж
Джон Рід Годж (англ. John Reed Hodge; 12 червня 1893, Ґолконда, Іллінойс — 12 листопада 1963, Вашингтон) — американський військовий діяч, генерал-лейтенант. Командувач сухопутними військами США (1952—1953).

## Життєпис
Джон Рід Годж народився у сім'ї Джона Джея Годжа Гардіна (1861—1902) та Мелісси Стіґал Годж в Ґолконді, штат Іллінойс. Здобув освіту в Іллінойському університеті. Пройшов підготовку офіцерів запасу в Форт-Шерідані 1917 року.
У 1917 році зарахований до резерву Армії США лейтенантом. Служив в американських військах у Франції та Люксембурзі (1918—1919). У 1921—1925 роках — військовий інструктор в сільськогосподарському та механічному коледжі Міссісіпі. Закінчив піхотну школу в Форт-Беннінґ (1926), командний і штабний коледж в Форт-Левенворт (1934) і Армійський військовий коледж (1936).

### Друга світова війна
З грудня 1941 року Джон Годж начальник штабу VII корпусу. З червня 1942 року — помічник командира 25-ї дивізії, брав участь у боях на Гуадалканалі. У 1943 році командував 43-й дивізією у Новій Джорджії. У 1943 році — командир дивізії «Американо» битві на Бугенвілі. У червні 1943 року призначений командиром XXIV корпусу, керував його дії в боях на Лейте. До початку 1945 до складу корпусу входили 7-я (генерал А. Арнольд), 27-я (генерал Дж. Грінер), 77-я (генерал Е. Брюс) і 96-я (генерал Дж. Бредлі) піхотні дивізії. Брав участь у боях на Окінаві. Після війни корпус увійшов до складу окупаційних американських військ в Японії.

### Корейська війна
У вересні 1945 року його корпус був перекинутий в Корею. Джон Годж 9 вересня 1945 року прийняв капітуляцію всіх японських військ на Корейському півострові від японського генерал-губернатора Кореї Абе Нобуюкі. З 1945 по 1948 рік Джон Годж був військовим губернатором Південній Кореї від Американського військового уряду в Кореї. На цій посаді він залишався до проголошення Республіки Корея 15 серпня 1948 року.

### Повоєнний час
У 1948—1950 роках — командир V корпусу (штаб-квартира в Форт-Брагг, Північна Кароліна), 1 вересня 1950 до 7 травня 1952 — 3-й армією. У 1952—1953 роках командувач сухопутними військами США. 30 червня 1953 року Джон Годж вийшов у відставку.
Джон Годж помер у Вашингтоні, округ Колумбія, 12 листопада 1963 року.